# Bourbonne-les-Bains
Bourbonne-les-Bains là một xã thuộc tỉnh Haute-Marne trong vùng Grand Est đông bắc nước Pháp. Xã này nằm ở khu vực có độ cao trung bình 282 mét trên mực nước biển.
Bourbonne là một xã nghỉ dưỡng với các suối nước nóng. Những người Gaul và La Mã cổ đại đã xây những phòng tắm ở đây.